# Ohr-Weide
Die  Ohr-Weide, Öhrchen-Weide oder Salbei-Weide (Salix aurita) ist eine Pflanzenart aus der Gattung der Weiden innerhalb der Familie der Weidengewächse (Salicaceae).

## Beschreibung

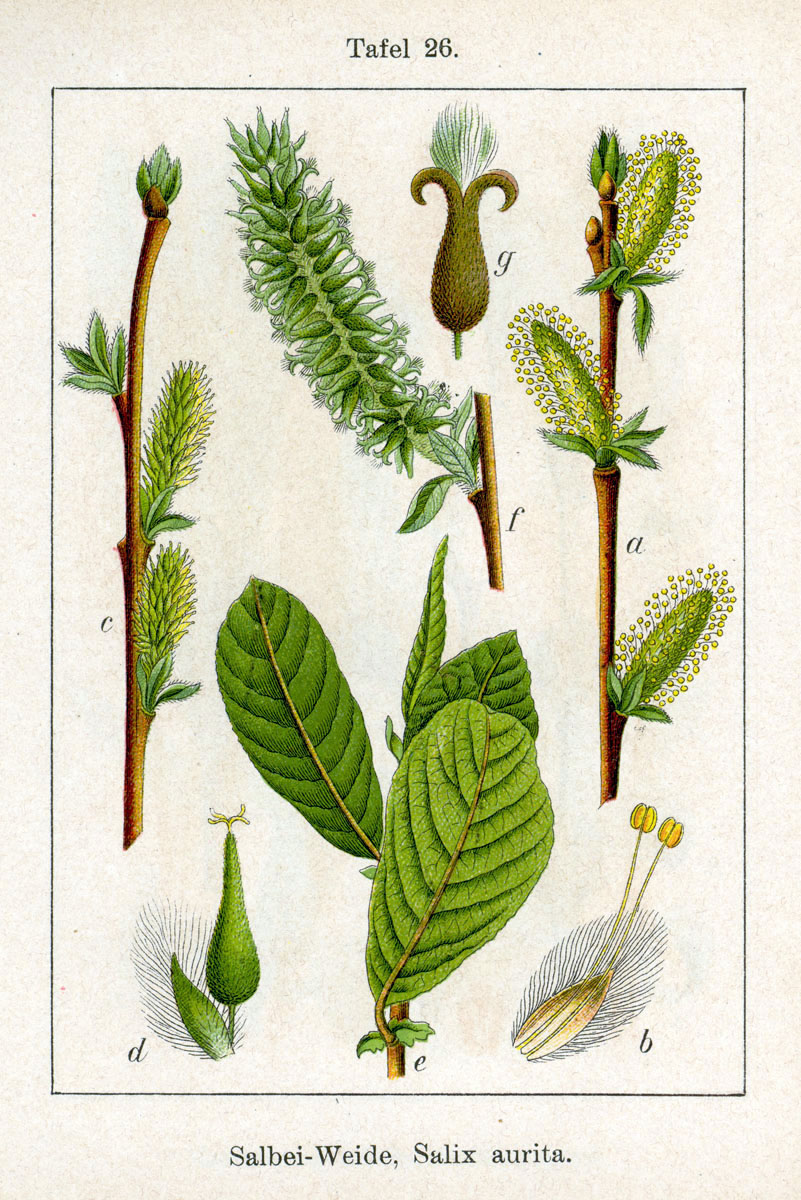
Illustration aus Sturm

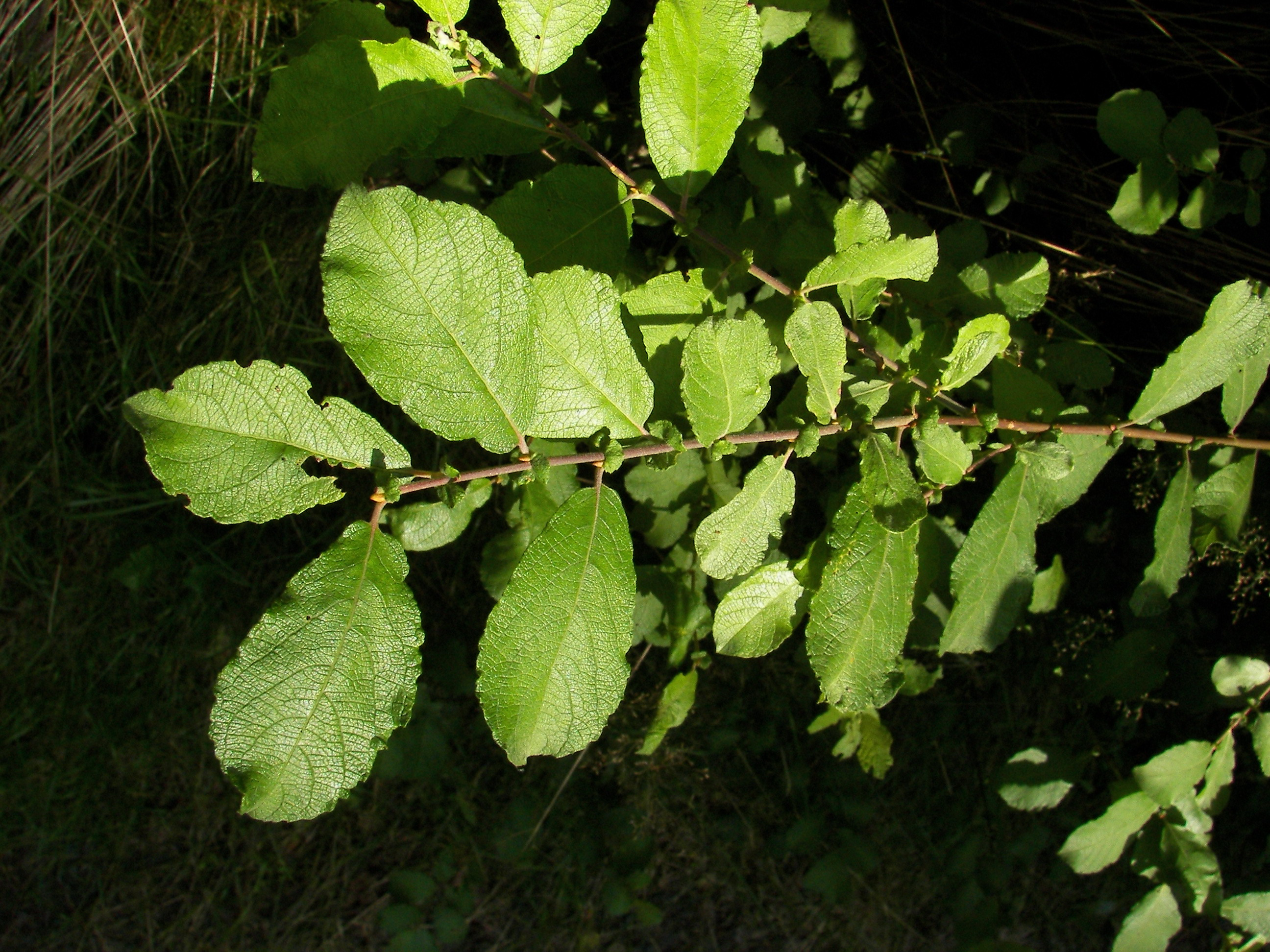
Zweig mit einfachen Laubblättern

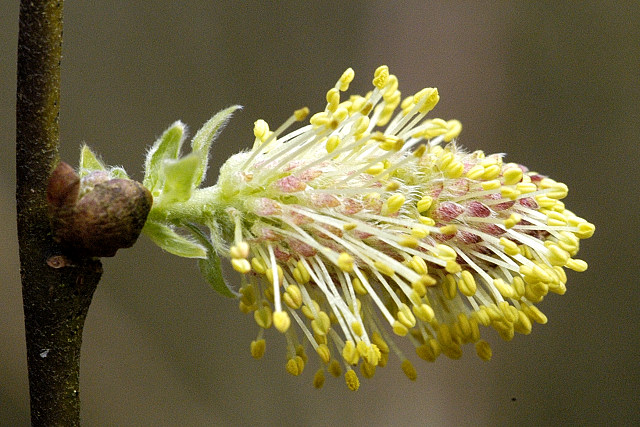
Männliches Kätzchen

### Vegetative Merkmale
Die Ohr-Weide ist ein sommergrüner, mehrstämmiger, reichverzweigter Strauch, selten auch ein kleiner Baum und erreicht Wuchshöhen von 2 bis 3 Metern. Die graubraune Rinde der Zweige ist anfangs filzig behaart und bleibt glatt, wechselt ihre Farbe später nach braun bis schwärzlich. Die Winterknospen sind braun bis rot, kahl, eiförmig und 3 bis 5 mm lang. Den winterlichen Zweigen fehlt eine Endknospe.
Die wechselständig an den Zweigen angeordneten Laubblätter sind in Blattstiel und Blattspreite gegliedert. Der Blattstiel ist 4 bis 10 Millimeter lang. Die einfache Blattspreite ist bei einer Länge von bis zu 5 Zentimetern sowie einer Breite von etwa 2,5 Zentimetern verkehrt-eiförmig. Die Blattoberseite ist dunkelgrün, die -unterseite weißlich bis blaugrün und beidseitig behaart. Die Spreitenspitze ist meist gedreht und der Blattrand ist unregelmäßig grob gesägt. Die bleibenden Nebenblätter sind nierenförmig.

### Generative Merkmale
Die Blütezeit reicht von März bis Mai. Die Ohr-Weide ist zweihäusig getrenntgeschlechtig (diözisch). Die unscheinbaren Blüten erscheinen vor dem Laubaustrieb in kätzchenförmigen Blütenständen. Die männlichen Kätzchen sind bis 2,5 Zentimeter lang und die weiblichen bis 3 Zentimeter lang. 
Die vielsamige Kapselfrucht ist 7 bis 8 Millimeter lang. Die Fruchtreife fällt in den Mai und Juni.
Die Chromosomenzahl beträgt 2n = 38 oder 76.

## Vorkommen
Das natürliche Verbreitungsgebiet der Ohr-Weide erstreckt sich über Europa und Westasien. In Mitteleuropa gedeiht die Ohr-Weide vom Tiefland in Höhenlagen von bis zu 1800 Metern in den Nordalpen. In den Allgäuer Alpen steigt sie in Bayern am Söllereck in eine Höhenlage bis zu 1650 Meter auf.
Salix aurita gedeiht am besten auf feuchten, basen- und nährsalzarmen Sand- bis Sandlehmböden. Sie ist häufig in Flachmooren, Quellsümpfen und an Grabenrändern zu finden. Die lichtbedürftige Ohr-Weide wächst häufig im Freistand, aber auch vergesellschaftet mit Sal-Weide (Salix caprea), Moor-Birke (Betula pubescens), Grau-Erle (Alnus incana), Schwarz-Erle (Alnus glutinosa) und Faulbaum (Frangula alnus). Sie ist eine Charakterart des Salicetum auritae aus dem Verband Salicion cinereae und kommt auch in Pflanzengesellschaften des Unterverbands Frangulo-Rubenion vor.